# Dobogó-kő
Dobogó-kő är ett berg i Ungern. Det ligger i den nordvästra delen av landet, 27 km norr om huvudstaden Budapest i Visegrádi-hegység. Toppen på Dobogó-kő är 703 meter över havet, eller 115 meter över den omgivande terrängen. Bredden vid basen är 2,5 km.
Terrängen runt Dobogó-kő är huvudsakligen lite kuperad. Runt Dobogó-kő är det ganska tätbefolkat, med 166 invånare per kvadratkilometer. Närmaste större samhälle är Vác, 19,3 km öster om Dobogó-kő. I omgivningarna runt Dobogó-kő växer i huvudsak lövfällande lövskog.

## Galleri

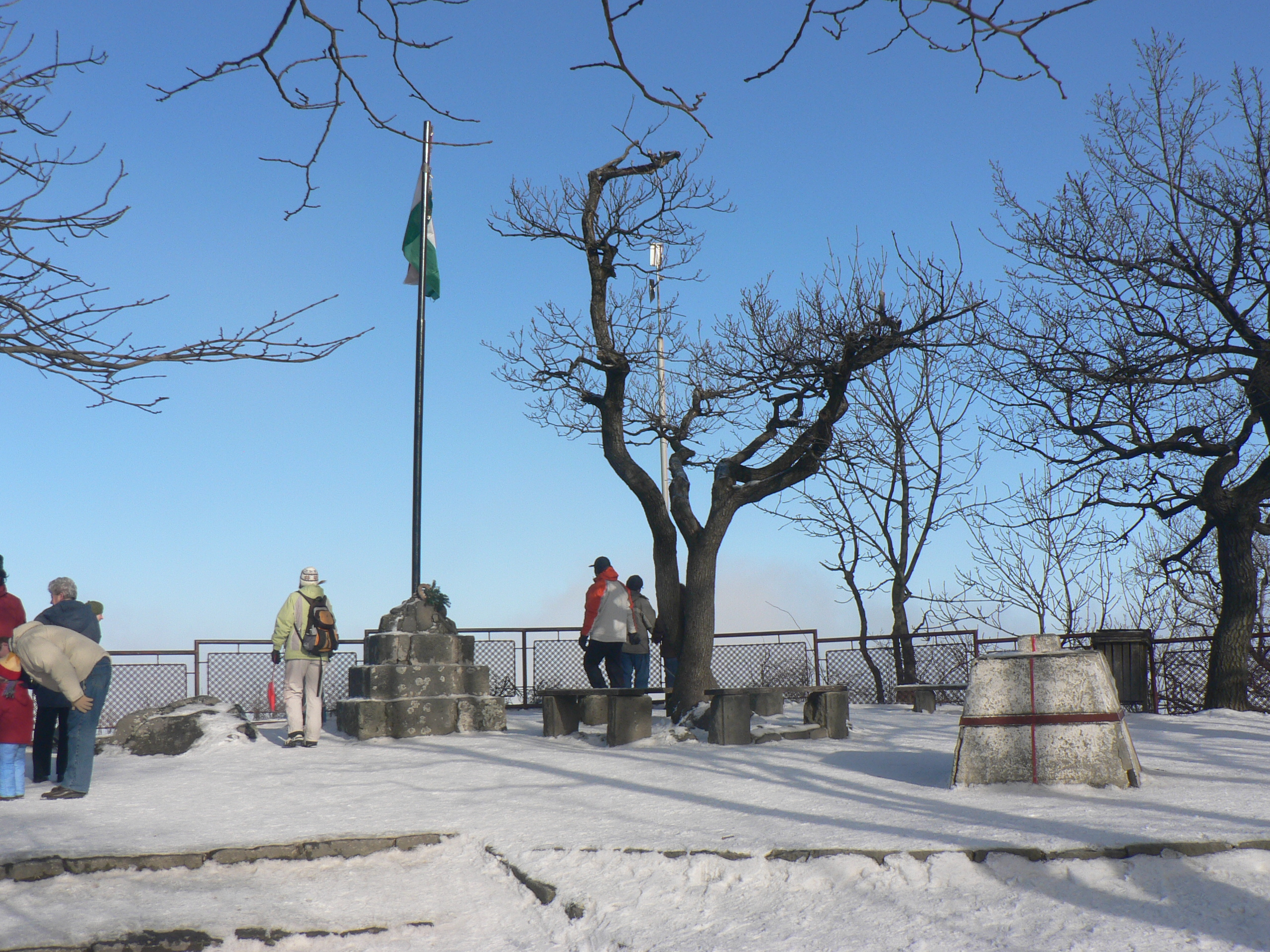
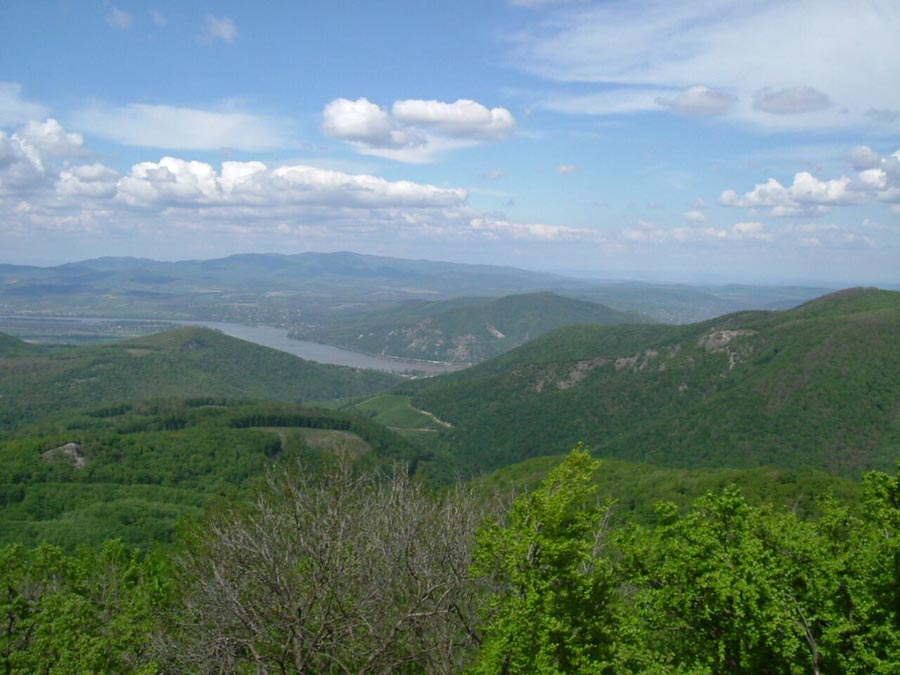
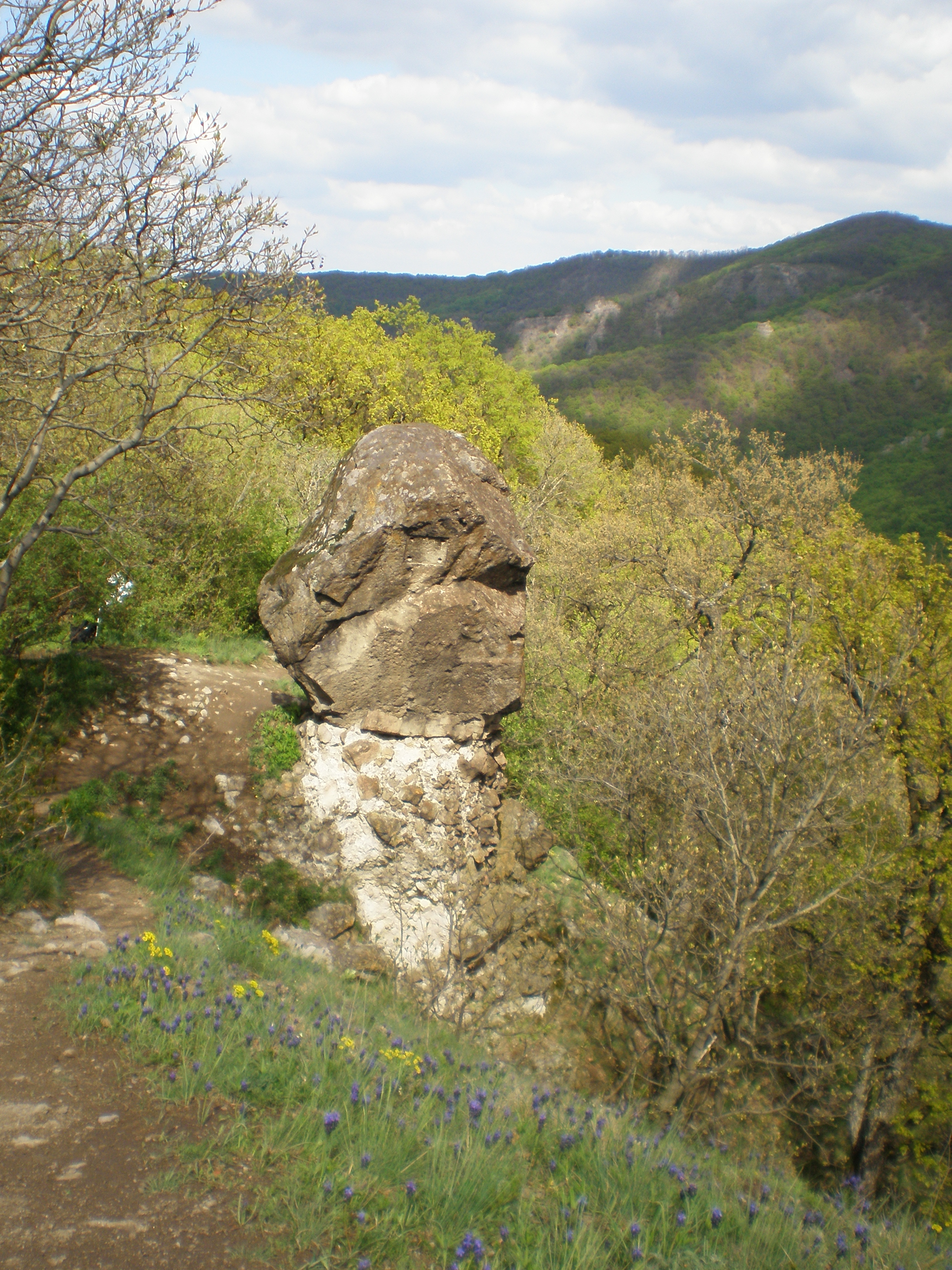